# Sōka

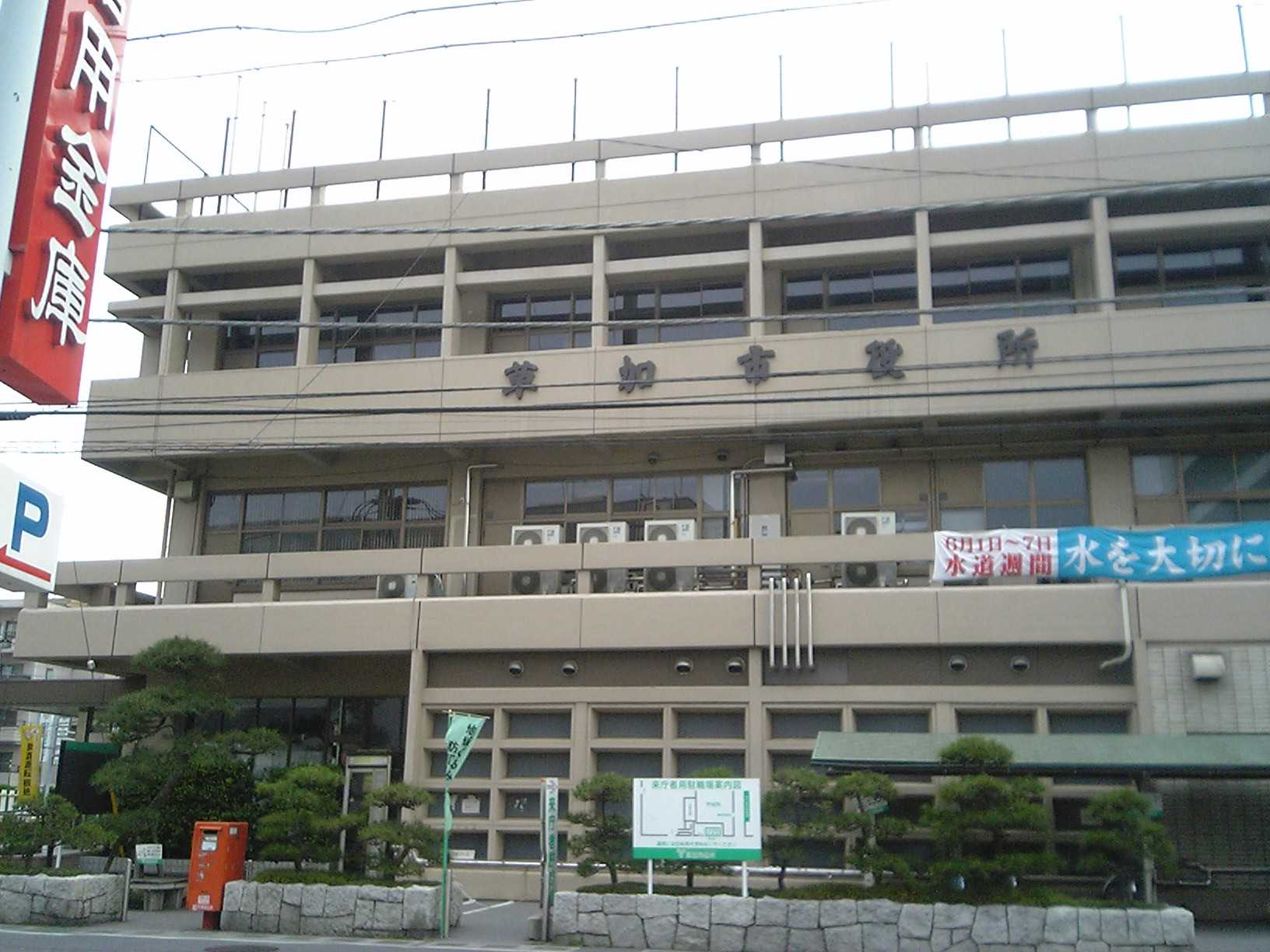
Rathaus von Sōka

Sōka (jap. 草加市, -shi) ist eine Stadt im Südosten der Präfektur Saitama. Die Stadt ist berühmt für Sōka-Senbei.

## Geographie
Sōka liegt westlich von Yashio, östlich von Kawaguchi, südlich von Koshigaya und nördlich von Tokio.

## Geschichte
- Sōka war in der Edo-Zeit  die 2. Poststation auf dem Ōshū Kaidō Richtung Nikkō und Nordjapan.
- Sōka bekam am 1. November 1958 das Stadtrecht.

## Einrichtungen
Sōka ist Sitz der Dokkyō-Universität.

## Verkehr
- Straße:
  - Nationalstraße 4 nach Tōkyō oder Aomori
- Zug:
  - Tōbu Isesaki-Linie nach Asakusa oder Isesaki
  - Tōbu Nikkō-Linie nach Asakusa oder Nikkō

## Städtepartnerschaften
- Carson, Vereinigte Staaten, seit 1979
- Shōwa, Japan, seit 1985
- Anyang, Volksrepublik China, seit 1998

## Söhne und Töchter der Stadt
- Youko Honna (* 1979), Schauspielerin und Synchronsprecherin
- Hiroto Yukie (* 1996), Fußballspieler

## Angrenzende Städte und Gemeinden
- Kawaguchi
- Koshigaya
- Yashio
- Misato
- Tokio: Stadtbezirk Adachi